# Црква Свете великомученице Марије Магдалене у Злом Долу
Црква Свете великомученице Марије Магдалене у Злом Долу, насељеном месту на територији општине Босилеград, православни је храм који припада Епархији врањској Српске православне цркве.
Изградња цркве скромних димензија, посвећене Светој великомученици Марији Магдалени настала крајем 19. века.